# Hélène Seuzaret
 (décembre 2020).
Hélène Seuzaret est une actrice française née le 12 juillet 1976 à Tassin-la-Demi-Lune.

## Biographie
En 1993, elle suit les ateliers de la LILY (LIgue d'Impro LYonnaise) avec Richard Perret et Philippe Saïd[réf. nécessaire]. De 1996 à 1999, elle suit les cours de l'école Claude Mathieu à Paris[réf. nécessaire].

## Filmographie

### Cinéma
- 2005 : Les Parrains de Frédéric Forestier : Nathalie
- 2009 : Moi, Van Gogh de François Bertrand : la conservatrice
- 2011 : Au bistro du coin de Charles Nemes : Sofia
- 2012 : Une nuit de Philippe Lefebvre : Danièle Weiss
- 2012 : Les Infidèles d'Emmanuelle Bercot, Fred Cavayé, Alexandre Courtès, Jean Dujardin, Michel Hazanavicius, Éric Lartigau et Gilles Lellouche : Isabelle
- 2015 : Le Grand Tout de Nicolas Bazz : Ariane
- 2021 : Goliath de Frédéric Tellier

### Télévision
- 2002 : Alex Santana, négociateur de José Pinheiro (saison 1, épisode 1) : Anna
- 2004 : Vénus et Apollon de Tonie Marshall et Pascal Lahmani (saison 1, épisodes 3 et 6) : Gloria
- 2006 : Boulevard du Palais de Stéphane Kurc (saison 8, épisode 5) : Arielle Koski
- 2007 : La Lance de la destinée de Dennis Berry (feuilleton) : Sofia Béranger
- 2007 : Paris enquêtes Criminelles de Gérard Marx et Luc Bossi (saison 2, épisode 3) : Bénédicte
- 2008 : Les Héritières de Harry Cleven : Flavia
- 2009 : La Vénitienne de Saara Saarela
- 2009 : C'est mon tour de Patrice Martineau : Alexandra
- 2010-2012 : Un village français : madame Crémieux
- 2010 : Coup de chaleur de Christophe Barraud : Élisabeth Vernier
- 2010 : Mission sacrée de Daniel Vigne : Vanina
- 2010 : Les Ripoux anonymes de Claude Zidi et Julien Zidi : Alexandra
- 2011 : L'Amour encore plus vache de Christophe Douchand : Emma
- 2012 : Le Secret des andrônes de Bruno Gantillon : la veuve Gobert
- 2012 : Mes amis, mes amours, mes emmerdes... (saison 3, épisode 2) de Jean-Marc Auclair : Irène Blanc
- 2012 : 2013 : No Limit (série télévisée) de Didier Le Pêcheur : Alexandra
- 2013 : Les Limiers (saison 1, épisode 2)
- 2014 : Crime en Aveyron de Claude-Michel Rome : Caroline Olié
- 2014 : Richelieu, la Pourpre et le Sang de Henri Helman : Marie de Gonzague, duchesse de Nevers
- 2015 : Contact, série de Frédéric Berthe : capitaine Léna Ortiz
- 2016 : Fais pas ci, fais pas ça (saison 8, épisode 3) : madame Rollin
- 2016 : Caïn (saison 4) : Sonia, la journaliste
- 2017 : Quadras, série créée par Mélissa Drigeard et Vincent Juillet : Séverine
- 2018 : Meurtres en pays d'Oléron de Thierry Binisti : Judith
- 2018 : Au-delà des apparences d'Éric Woreth : Manon
- 2018 : Mongeville, épisode La Porte de fer : Virginie
- 2018 : Commissaire Magellan, épisode Mise en bière : Virginie Marlberg
- 2018 : Das Boot d'Andreas Prochaska : Jacqueline Rossignol
- 2019 : Le Pont des oubliés de Thierry Binisti : capitaine Marion Guichard
- 2019 : Les Secrets du château de Claire de La Rochefoucauld : Louise de Breuil
- 2019-2024 : Le crime lui va si bien (8 épisodes) de Stéphane Kappes : Céline Richer
- 2021 : Nina, épisode Crash
- 2021 : J'ai menti : Catherine Inuretta
- 2023 : L'Abîme (mini-série) de François Velle : commandante de gendarmerie Stéphanie Fournier
- 2023 : Piste noire (mini-série) : la maire Florence Clairevoix
- 2024 : Meurtres à Honfleur de Christelle Raynal : Justine

## Théâtre
- 2000 : De toute manière
- 2001 : Les Caprices de Marianne, d'après Alfred de Musset, mise en scène de Jean-Marc Galera
- 2001 - 2002 : Plus vraie que nature, de Martial Courcier
- 2002 - 2003 : État critique, d'Éric Civanyan
- 2005 : Les Révérends, de Georges Werler
- 2008 : Le Malade imaginaire, d'après Molière, mise en scène de Georges Werler
- 2017 : Rupture à domicile de Tristan Petitgirard, mise en scène de l'auteur,   Le Splendid